# Solanum intonsum
Solanum intonsum är en potatisväxtart som beskrevs av Anthony R. Bean. Solanum intonsum ingår i släktet skattor som ingår i familjen potatisväxter. Inga underarter finns listade i Catalogue of Life.